# Dulce (New Mexico)
Dulce ist eine Siedlung auf gemeindefreiem Gebiet, die zu statistischen Zwecken als Census-designated place (CDP) geführt wird. Der Ort liegt im Rio Arriba County im Norden des US-amerikanischen Bundesstaates New Mexico. Im Jahr 2020 hatte Dulce 2788 Einwohner.
Dulce, wird von den hier siedelnden Jicarilla Apache als Lóosi bezeichnet und ist der Hauptort sowie Verwaltungssitz der Jicarilla-Apache-Reservation und verfügt deshalb über eine deutliche indianische Bevölkerungsmehrheit.

## Geografie
Dulce liegt auf 36°56′22″ nördlicher Breite und 106°59′23″ westlicher Länge und erstreckt sich über 33,5 km². Der Ort liegt rund zwei Kilometer südlich der Grenze zu Colorado am Navajo River, einem Nebenfluss des in den Colorado River mündenden San Juan River.
Benachbarte Orte von Dulce sind Pagosa Springs in Colorado (59,9 km nördlich) und Chama (43,4 km östlich).
Die nächstgelegenen größeren Städte sind New Mexicos Hauptstadt Santa Fe (211 km südöstlich), Albuquerque (274 km südlich) und Denver (520 km nordöstlich).

## Verkehr
Durch Dulce verläuft der U.S. Highway 64, der von der Westgrenze New Mexicos nach Santa Fe und von dort weiter nach Osten führt. Daneben existieren noch eine Reihe untergeordneter Straßen sowie innerörtliche Verbindungsstraßen.
Dulce besitzt mit dem Dulce Airport einen eigenen Flugplatz.

## Demografische Daten
Nach der Volkszählung im Jahr 2010 lebten in Dulce 2743 Menschen in 880 Haushalten. Die Bevölkerungsdichte betrug 81,9 Einwohner pro Quadratkilometer. In den 880 Haushalten lebten statistisch je 3,05 Personen.
Ethnisch betrachtet setzte sich die Bevölkerung zusammen aus 91,7 Prozent amerikanischen Ureinwohnern, 4,2 Prozent Weißen, 0,6 Prozent Afroamerikanern, 0,1 Prozent (drei Personen) Asiaten sowie 1,9 Prozent aus anderen ethnischen Gruppen; 1,6 Prozent stammten von zwei oder mehr Ethnien ab. Unabhängig von der ethnischen Zugehörigkeit waren 11,0 Prozent der Bevölkerung spanischer oder lateinamerikanischer Abstammung.
32,1 Prozent der Bevölkerung waren unter 18 Jahre alt, 60,4 Prozent waren zwischen 18 und 64 und 7,5 Prozent waren 65 Jahre oder älter. 50,7 Prozent der Bevölkerung war weiblich.
Das mittlere jährliche Einkommen eines Haushalts lag bei 43.346 USD. Das Pro-Kopf-Einkommen betrug 15.969 USD. 22,2 Prozent der Einwohner lebten unterhalb der Armutsgrenze.